# José Rafael Palma Capetillo
José Rafael Palma Capetillo (* 11. September 1955 in Mérida) ist ein mexikanischer Geistlicher und römisch-katholischer Weihbischof in Jalapa.

## Leben
José Rafael Palma Capetillo empfing am 14. Juni 1981 die Priesterweihe.
Papst Johannes Paul II. ernannte ihn am 2. April 2004 zum Titularbischof von Vallis und Weihbischof in Yucatán. Der Erzbischof von Yucatán, Emilio Carlos Berlie Belaunzarán, spendete ihm am 3. Juni  desselben Jahres die Bischofsweihe; Mitkonsekratoren waren Giuseppe Bertello, Apostolischer Nuntius in Mexiko, und Rafael Romo Muñoz, Erzbischof von Tijuana.
Am 28. April 2016 ernannte ihn Papst Franziskus zum Weihbischof im Erzbistum Jalapa.